# Harmonie universelle
Harmonie universelle (titre complet : Harmonie universelle, contenant la théorie et la pratique de la musique) est un traité du père minime Marin Mersenne, publié à Paris en 1636-1637, représentant la somme des connaissances de son époque en matière de musique.
C'est un ouvrage capital, le plus complet pour la connaissance de la musique au début du XVIIe siècle. Il en couvre tous les aspects : théorique, pratique, stylistique, organologique, mathématique, acoustique, théologique...

## Contenu
Marin Mersenne, érudit universel, l'a rédigé seul pendant une dizaine d'années d'un labeur incessant. Il conduit une véritable enquête à partir d’ouvrages compilés, auprès d'un réseau de savants et de lettrés par des échanges épistolaires avec de nombreux correspondants français et étrangers, ou des explications recueillies auprès des musiciens. Parmi ceux-ci, figure son ami Nicolas-Claude Fabri de Peiresc.
La page de titre précise l'étendue des sujets abordés par l'ouvrage : « Où il est traité de la nature des sons, et des mouvements, des consonances, des dissonances, des genres, des modes, de la composition, de la voix, des chants, et de toutes sortes d'instruments harmoniques. ». Ce traité monumental abonde en illustrations (et notamment en gravures représentant les instruments de musique en usage à son époque), en tableaux systématiques, et reste la seule source de certaines œuvres musicales (de Jacques Mauduit, Eustache Du Caurroy, Antoine de Cousu ou Pierre Chabanceau de La Barre notamment).
Dans les dix-neuf livres du traité en figure un sur le mouvement des corps qui n'est autre qu'un traité de physique mécanique. Il prévient son lecteur et le prie « de ne croire pas aux expériences que je produis jusques à ce qu'il les ait faites. »
Dans le domaine de la pédagogie, Mersenne donne des exemples concrets qui annoncent les méthodes du siècle suivant mais accusant un retard par rapport aux méthodes italiennes. Citons Michele Carrara qui donnait son Regola ferma e vera di novo corretta per l'intavolatura del liuto dès 1594, où il enseigne les accords du luth et des techniques pour adapter une polyphonie de deux à six voix, avec schémas à l'appui.
Dans le texte même du Traité des instruments sont insérées de nombreuses gravures des instruments décrits. Ceci le distingue du Syntagma musicum de Michael Praetorius, ouvrage encyclopédique sur la musique terminé en 1620, dans lequel les gravures sont rassemblées en fin de volume dans une section intitulée Theatrum instrumentorum.
À la fin du Traité des instruments (Livre septième des instruments de percussion, proposition XXXI intitulée Donner les éloges des hommes illustres en la théorie & pratique de la musique, Mersenne cite les noms des musiciens légendaires, historiques ou contemporains, qu'il honore : Orphée, Jubal, Timothée, Joseph Zarlin, Salinas, Adrien le Vieillard, Eustache Du Caurroy, Orlande, Claude Le Jeune, Pierre Guédron et enfin son ami Jacques Mauduit auquel il consacre un éloge complet.

## Éditions
L'Harmonie universelle a paru par étapes entre 1634 et 1637 et on en trouve des exemplaires au nom de trois imprimeurs-libraires : Sébastien Cramoisy, Pierre I Ballard et Richard Charlemagne (il y a des variantes dans les pages de titre).
Les exemples musicaux y sont soit gravés sur bois, soit composés en typographie musicale par Ballard. Les nombreux retards dans l'impression de l'ouvrage sont relatés dans la correspondance de son auteur avec son ami Peiresc. Mersenne était contraint d'utiliser les services de Ballard pour l'impression de la musique et celui-ci mit longtemps à accéder à ses demandes.
Pour financer les frais d'impression par une vente anticipée, plusieurs livres déjà imprimés ont été diffusés en avance avec une page de titre spéciale : le Traité de l'orgue (1635) et un ensemble qui contient plusieurs livres sur l'harmonie, le chant et les Instruments de musique (1635). Des affiches ont été tirées pour annoncer la parution du volume complet.
Par ailleurs, Mersenne a donné un résumé latin de son ouvrage pour mieux le diffuser parmi les savants étrangers : les Harmonicorum libri (1636) et les Harmonicorum instrumentorum libri IV (1636 aussi). Ils sont réémis à plusieurs reprises jusqu'en 1658, la dernière fois regroupés sous une seule page de titre (voir Guillo 2003 vol. II p. 291-296).

### Fac-similés et numérisations
- Fac-similé intégral : Paris, CNRS, 1965, réimpr. 1975, en 3 volumes, préf. François Lesure, fait sur l'exemplaire du CNAM annoté par Mersenne. C'est cet exemplaire qui contient la fantaisie pour orgue de Charles Racquet en ajout manuscrit.
- Les sept livres des instruments ont été traduits avec les illustrations originales dans Marin Mersenne, Harmonie universelle : the books on instruments transl. by Roger E. Chapman. The Hague, 1957.

## Plan
Mersenne a divisé son ouvrage en deux parties, puis en traités, puis en livres, puis en propositions. Cette structure le rapproche des traités de mathématiques et de physique, dans lesquels une proposition est énoncée avant d'être démontrée. Il énonce ainsi des propositions qui s'inspirent de considérations physiques ou acoustiques (« Expliquer comment se fait l'écho, ou la réflexion des sons ») ou très mathématiques (« Donner tous les 72 chants qui se peuvent faire des six notes vulgaires de la musique ut, ré, mi, fa, sol, la… »), ici très inspirées des règles de l'analyse combinatoire, à cette époque en cours d'élaboration par les mathématiciens.
Il s'appuie son exposé sur les découvertes acoustiques de Vincenzo Galilei avec qui il correspondait.
L'ouvrage comprend par ailleurs des considérations d'ordre philosophique ou à l'éthologique ("La voix des animaux est nécessaire, et celle des hommes est libre") et religieux, comme dans la proposition XL du Livre premier de la voix : « Comme le serpent d'Éden, et l'ânesse de Balaam ont parlé, & de quelle manière parlent Dieu ou les Anges. ». Ces propositions peuvent paraître incongrues de nos jours mais Mersenne, qui est non seulement un savant mais aussi un ecclésiastique, évolue dans un système de pensée où la science doit être encore replacée dans une vision du monde qui procède des œuvres de Dieu.
Les livres sont regroupés ainsi (le nombre de propositions est donné entre parenthèses) :

### Première partie

#### Traités de la nature des sons, et des mouvements de toutes sortes de corps.
1. Livre premier de la nature et des propriétés du son (34).
2. Livre second des mouvements de toutes sortes de corps (22).
3. Livre troisième du mouvement, de la tension, de la force, de la pesanteur, et des autres propriétés des cordes harmoniques, et des autres corps (24).
4. Traité de mécanique des poids soutenus par des puissances sur les plans inclinés à l'horizon (par Gilles Personne de Roberval)[6].

#### Traités de la voix et des chants.
1. Livre premier de la voix, des parties qui servent à la former, de sa définition, de ses propriétés, et de l'ouïe (53).
2. Livre second des chants (27).

#### Traités des instruments à cordes.
1. Livre premier des instruments (20).
2. Livre second des instruments à cordes (17). (luth)
3. Livre troisième des instruments à cordes (27). (épinette)
4. Livre quatrième des instruments à cordes (28). (violon)

#### Traités des instruments: suite.
1. Livre cinquième des instruments à vent (25)
2. Livre sixième des orgues (45).
3. Livre septième des instruments de percussion (31).

### Seconde partie

#### Traités des consonances, des dissonances, des genres, des modes, et de la composition.
1. Livre premier des consonances (40).
2. Livre second des dissonances (14).
3. Livre troisième des genres, des espèces, des systèmes, et des modes de la musique (20).
4. Livre quatrième de la composition de musique (28).
5. Livre cinquième de la rythmique (12).
6. Livre sixième de l'art de bien chanter (34).
7. Livre de l'utilité de l'harmonie et des autres parties des mathématiques (18).
8. Nouvelles observations physiques et mathématiques.
9. Table des propositions des dix-neuf livres de l'Harmonie Universelle.

## Traités concurrents
Les traités les plus comparables à celui de Mersenne sont :
- pour la description des instruments, celui de Pierre Trichet, resté manuscrit à l'époque.
- pour la théorie et la composition, celui d'Antoine de Cousu (la  Musique universelle), élaboré dans les années 1630 mais publié partiellement en 1658 seulement.
- et dans une moindre mesure, celui du Jésuite Antoine Parran, de dimensions plus réduites, paru en 1639 et assez apprécié à l'époque pour avoir été réédité dès 1646.

Ces auteurs (que Mersenne connaissait tous, comme le montre sa correspondance) ont en commun avec lui d'avoir eu l'ambition de ne plus séparer la théorie et la pratique, mais au contraire de rester ouverts aux avis des praticiens. Ceci rend leurs traités fort utiles au chercheur qui veut comprendre la musique de cette époque.